# Lyons (Georgia)
Lyons è una città degli Stati Uniti d'America, situata nello Stato della Georgia e in particolare nella contea di Toombs, della quale è il capoluogo.